# Rüti bei Büren
Rüti bei Büren är en ort och kommun i distriktet Seeland i kantonen Bern, Schweiz. Kommunen har 879 invånare (2023).
Samuel Schmid, Schweiz förbundspresident 2005, var borgmästare i kommunen mellan åren 1974 och 1982.